# Cantonul Le Mas-d'Agenais
Cantonul Le Mas-d'Agenais este un canton din arondismentul Marmande, departamentul Lot-et-Garonne, regiunea Aquitania, Franța.

## Comune
| Comune               | Populație (1999) | Cod poștal | Cod INSEE |
| -------------------- | ---------------- | ---------- | --------- |
| Calonges             | 589              | 47430      | 47046     |
| Caumont-sur-Garonne  | 627              | 47430      | 47061     |
| Fourques-sur-Garonne | 1.238            | 47200      | 47101     |
| Lagruère             | 341              | 47400      | 47130     |
| Le Mas-d'Agenais     | 1.427            | 47430      | 47159     |
| Sainte-Marthe        | 498              | 47430      | 47253     |
| Samazan              | 852              | 47250      | 47285     |
| Sénestis             | 201              | 47430      | 47298     |
| Villeton             | 527              | 47400      | 47325     |